# Петрікань (Нямц)
Петрікань, Петрікані (рум. Petricani) — село у повіті Нямц в Румунії. Входить до складу комуни Петрікань.
Село розташоване на відстані 305 км на північ від Бухареста, 27 км на північ від П'ятра-Нямца, 86 км на захід від Ясс.

## Населення
За даними перепису населення 2002 року у селі проживали 1758 осіб, усі — румуни. Усі жителі села рідною мовою назвали румунську.